# أوراق (رواية)
أوراق هي رواية للكاتب المغربي عبد الله العروي،  صدرت عن المركز الثقافي العربي ، نشرت سنة 1989، عدد صفحاتها 255، وهي رواية فلسفية. تميزت هذه الرواية بأسلوبها السردي العميق والمتعدد الأبعاد، وهي تتناول قضايا فردية وجماعية، اجتماعية وفكرية، من خلال الشخصيات التي تبرز في النص.

## نبذة عن الرواية

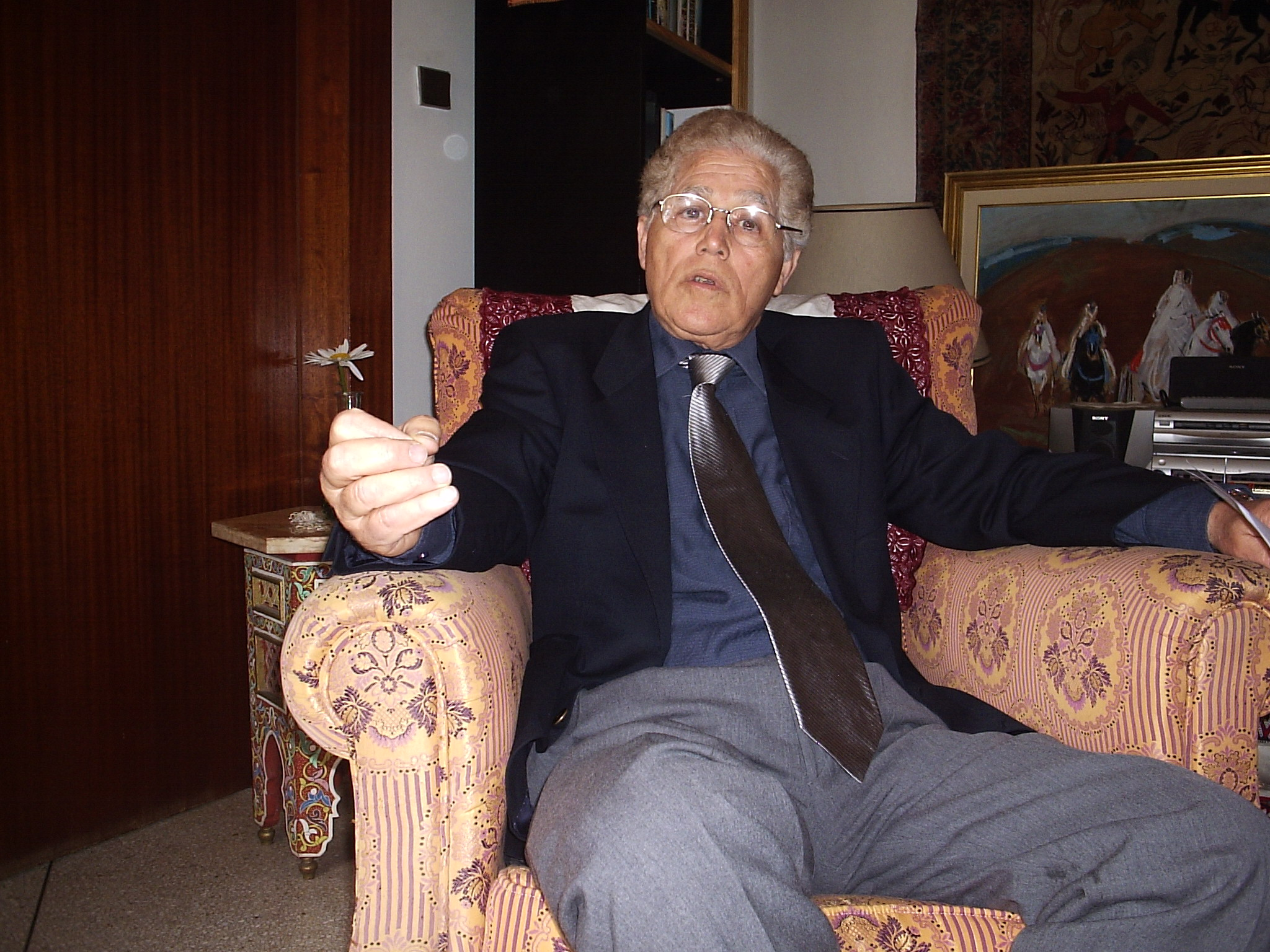
عبد الله العروي

الرواية عبارة عن سيرة ذاتية غيرية بطلها إدريس ، فالكاتب فصل نفسه عن السارد شعيب وعن البطل. استعمل الكاتب شخصية شعيب في الرواية تيمنا بالولي الصالح مولاي بوشعيب السارية الذي اشتهرت به مدينة أزمور مسقط رأسه.
هي عمل أدبي فكري يدمج بين السرد الشخصي والتأملات التاريخية والفلسفية حول الواقع العربي المعاصر. لا تعتمد الرواية على حبكة درامية تقليدية، بل تتألف من مجموعة من النصوص والتأملات التي تستعرض قضايا مثل الهوية، الاستعمار، التحولات الاجتماعية والسياسية، وعلاقة التقليد بالحداثة. تعكس الرواية رؤية العروي النقدية لتجربة العالم العربي الحديث، وتسعى إلى تقديم فهم أعمق للتحديات التي تواجهها المجتمعات العربية، من خلال لغة تجمع بين العمق الفكري وبساطة التعبير. تعد "أوراق" إضافة مميزة إلى الأدب العربي المعاصر، حيث تمثل جسرًا بين الفكر والرواية، وتثير تساؤلات حول دور المثقف والهوية والتاريخ في صياغة المستقبل.

أهتمت الرواية بالمعالم المؤسسة للعمران المغربي كمحاولة لإحياء الهوية الحضارية التي يتمتع بها الشعب المغربي و ترسيخا في وجدان الناشئة، والتي عمل الاحتلال الفرنسي للمغرب على طمسها كما ذكر ذلك الكاتب في إحدى حواراته:
«بعد عشر سنوات من التردد قررت فرنسا اللجوء إلى سياسة العنف، وإلى دفن المشكل المغربي.. هكذا تعكرت العلاقة الفرنسية المغربية.. وقد تمكنت فرنسا من أن تنتصر ولو مؤقتا باستعمال المدفع الرشاش والدبابات».

## دلالة العنوان
يحمل عنوان "أوراق" دلالة على التعددية والتنوع في وجهات النظر التي يقدمها عبد الله العروي داخل الرواية، حيث لا تُقدم رؤية موحدة أو نهائية، بل تُطرح الأفكار والتأملات بشكل متقطع ومتعدد الأصوات. كما يشير العنوان إلى مفهوم الزمن والذاكرة، إذ تمثل الأوراق قطعًا من الماضي تُسترجع وتُعيد قراءتها في الحاضر، مما يعكس محاولة المؤلف لفهم الحاضر من خلال استنطاق التاريخ والذاكرة الجماعية.
كذلك، تعكس "الأوراق" فكرة الكتابة كعملية مستمرة وغير مكتملة، تعكس صراع الإنسان العربي مع ذاته وهويته وتاريخه، مما يجعل الرواية ليست مجرد سرد، بل مشروعًا فكريًا مفتوحًا على التفاعل والتجديد.

## الشخصيات
في رواية أوراق للكاتب المغربي عبد الله العروي، نجد عدة شخصيات تعكس الصراع الفكري والاجتماعي الذي يعيشه المثقف المغربي بين الأصالة والمعاصرة. ومن خلال تعدد الشخصيات المسؤولة عن السرد، بين كاتب افتراضي، راوٍ، وبطل القصة، يتمكن الكاتب من التحرر من قيود الدين والمجتمع، ليخلق شخصيات ذات عقليات متنوعة تُنسب إليها الأفكار والأحداث.
تدور أحداث الرواية حول شخصية رئيسية تمثل الراوي، ويُعرف من خلالها بقية الشخصيات التي تساهم في تشكيل رؤيته ومواقفه. من بين الشخصيات البارزة في الرواية:
- الراوي: هو شخصية معقدة يتمركز حولها السرد. هو في أغلب الأحيان شخصية مفكرة، يعبر عن ذاته من خلال التأمل في حياته وتجاربها، ويمثل صورة الشخص المثقف أو الباحث عن فهم ذاته والمجتمع الذي يعيش فيه. هذا البطل يعاني من الاغتراب الشخصي والوجودي، وهو يطرح تساؤلاته حول الهوية والمصير والوجود. و من خلاله يعبر العروي عن حيرة المثقف المغربي وسط التحولات الاجتماعية والسياسية.
- ادريس (الشخصية الرئيسية): يعتبر إدريس صديقًا مقربًا من الراوي وشخصية محورية في الرواية. يمثل إدريس تيارًا فكريًا متمردًا، حيث يميل إلى القيم الغربية والأفكار اليسارية الثورية. تبرز من خلال إدريس أسئلة حول الثورة، والتغيير، ونقد المجتمع التقليدي، ويجسد بذلك صوت الانفتاح والتغيير الراديكالي، ما يخلق نوعًا من التوتر في علاقته بالراوي الذي يجد نفسه في حيرة بين القيم التقليدية وأفكار إدريس.
- شعيب: شخصية شعيب تمثل الاتجاه المحافظ والتقليدي. يرى العالم من منظور ديني واجتماعي محافظ، ويميل إلى الالتزام بالقيم الموروثة والتقاليد. من خلال شعيب، يظهر العروي وجهًا آخر للمجتمع المغربي، حيث يبرز الانقسام الفكري بين التحديث والمحافظة. شعيب يعكس ثبات المعتقدات وقوة التقاليد في المجتمع المغربي.
- الأب: يمثل جيل الأباء وقيمهم العريقة. لديه أفكار متجذرة في التقاليد الدينية والاجتماعية، ويشكل وجهة نظر محافظة تعكس القيم التقليدية التي تسيطر على حياته. علاقته مع الراوي تعكس صراع الأجيال، حيث يظهر التوتر بين مواقفه المحافظة وتطلعات ابنه نحو الحداثة.
- الحبيبة: تظهر أيضًا شخصية الحبيبة، التي تمثل الجانب العاطفي من حياة الراوي، وتبرز التناقض بين المثقف المتأمل وبين حاجاته العاطفية والإنسانية. تساهم الحبيبة في تعميق حيرة الراوي وتظهر له جوانب أخرى من الحياة التي تتجاوز الأفكار والمفاهيم النظرية.

## تأثير الرواية
اعتبر بعص النقاد أن الرواية هي سيرة ذهنية، لأن إدريس يعبر عن مشكلات المثقف الذي يحمل على كثفه هَم تحرير المجتمع العربي من التخلف الحضاري، محتميا بمفكرين كبار مثل الفيلسوفين الألمانيين نيتشه، وشوبنهاور, في البدء عمل إدريس على ترسيخ الذات كمحور للوجود، وازدرى الكيان الجماعي معتبرا الذات هي كل شيء، لكن سرعان ما اكتشف أنه كان مخطئا، فأنكر الذات وعاد إلى الجماعة 
أثارت رواية "أوراق" لعبد الله العروي، الذي أُدرج ضمن مقررات البكالوريا الأدبية في نهاية التسعينات، نقاشاً واسعاً بين الأوساط التعليمية حول مدى ملاءمته لمستوى المتعلمين. يرى أحمد حميد، الأستاذ بالمركز الجهوي لمهن التربية والتكوين بالرباط، أن مؤلف "أوراق" يثير إشكالية نوعية، حيث يتساءل ما إذا كانت رواية أم سيرة ذاتية أوم سيرة غيرية، بسبب وجود مؤشرات تدعمه ضمن هذه التصنيفات. وهذا ما دفع البعض إلى ابتكار تصنيف جديد، وهو "رواية السيرة" أو "سيرة الرواية". الإشكال الثاني، وفق أحمد حميد، يتمثل في قلة الخلفية المعرفية لدى المتعلمين وبعض المدرسين، مما يصعب عليهم فهم عمق رواية "أوراق" واكتشاف المرجعيات الفلسفية والفكرية والأدبية والتاريخية والسياسية التي شكلت شخصية البطل إدريس. كما أن تعدد الأماكن (مثل أزمور، مراكش، الرباط، باريس) والأزمنة (نهاية فترة الحماية وبداية الاستقلال) يزيد من تعقيد فهم الرواية.

## اسلوب الرواية
رواية "أوراق" تتسم بأسلوب سردي غير تقليدي، إذ لا تعتمد على الحبكة الدرامية التقليدية، بل تقدم مجموعة من التأملات القصيرة والمقالات الفكرية التي تشكل فسيفساء فكرية متماسكة. يتميز الأسلوب بالجمع بين العمق والرصانة مع بساطة التعبير، مما يسهل على القارئ استيعاب الأفكار المعقدة. كما يستخدم عبد الله العروي تقنيات سردية متعددة تشمل الوصف والتأمل والنقد، وينتقل بين اللغة الفلسفية المجردة واللغة اليومية، ليعكس بذلك التنوع الثقافي والفكري في الواقع العربي. تتسم الرواية أيضًا بالتكرار الجزئي لبعض الأفكار والعبارات، مما يضفي إيقاعًا خاصًا على النص ويساهم في ترسيخ موضوعات الهوية والتاريخ والحرية. هذا الأسلوب يعكس التوتر بين التقاليد والحداثة، ويتيح للرواية التقاط واقع عربي معقد يتجاوز الأشكال السردية التقليدية. 
في السيرة الذهنية «أوراق» عمد عبد الله العروي إلى الوصف الفني بين التاريخ والذات الفاعلة في الشأن الثقافي والفني، وفي هذا تم الانتقال عبر بوابة الترميز المشفر لأهم الأحداث التاريخية، التي عرفها المغرب إبان الاستعمار الفرنسي، الذي بسط اليد على أهم مخارج ومداخل الثروة التي يملكها الشعب المغربي. إن اختيار إدريس كبطل لهذه السيرة الذهنية، عند عبد الله العروي، جاء كردة فعل لجيل بأكمله، طامح نحو التغيير. فعبر العمل السياسي، المرتبط بالعمل الثقافي، انبثق حسب العروي التطور الفكري والتحول الأخلاقي، وكذا النضج السلوكي، الذي جعل من التربية وعلومها الوعاء الذي يؤم كل هذه العناصر المندرجة في بنية تتوخى تحسين ظروف العيش، وانعتاق المغاربة من كماشة الاستعمار، الذي أجهز على كل أحلام الشعب المغربي التواق نحو الحرية والعدل والكرامة.